# Hold On (canción de Alabama Shakes)
Hold On es una canción de la banda estadounidense Alabama Shakes. Fue lanzado en febrero de 2012 como el primer sencillo de su álbum debut Boys & Girls. El video musical de la canción fue dirigido por Stephen Shirk y Chris Hershman.
La canción recibió elogios en general por parte de los críticos musicales. La revista Rolling Stone la nombró como la mejor canción del año 2012. También fue seleccionado como el 11º mejor sencillo del 2012 por The Village Voice.

## Lista de canciones
| Descarga digital |           |          |  |
| N.º              | Título    | Duración |  |
| 1.               | «Hold On» | 3:46     |  |

## Listas
| Lista (2012–13)                             | Mejor posición |
| ------------------------------------------- | -------------- |
| Bélgica (Flandes) (Ultratop 50)             | 34             |
| Bélgica (Valonia) (Ultratip Bubbling Under) | 23             |
| Canadá (Hot 100)                            | 81             |
| Estados Unidos (Billboard Hot 100)          | 93             |
| Estados Unidos (Alternative Songs)          | 17             |
| Estados Unidos (Rock Songs)                 | 15             |
| Estados Unidos (Adult Pop Songs)            | 33             |
| Japón (Japan Hot 100)                       | 69             |
| Países Bajos (Mega Single Top 100)          | 49             |